# Liste der Mitglieder des Bayerischen Landtages (Königreich, 9. Wahlperiode)
Diese Liste gibt einen Überblick über alle Mitglieder des Bayerischen Landtages in der 9. Wahlperiode des Königreichs Bayern (1855–1858). In die Wahlperiode fallen die Sitzungen des 17. Landtags vom 1. September 1855 bis zum 3. Juli 1856 und des 18. Landtages vom 25. September 1858 bis 30. September 1858.

## Kammer der Abgeordneten

### Präsidium
- 1. Präsident: Friedrich Adam Justus Graf von Hegnenberg-Dux (1810–1872)
- 2. Präsident: Ludwig von Weis (1813–1880)
- 1. Sekretär: Carl von Nar
- 2. Sekretär: Friedrich Ludwig Meyer

### Abgeordnete

#### A
- Johann Baptist Angerer
- Fischel Arnheim (1812–1864)
- Max von Auer

#### B
- Joseph Baader (1794–1867)
- Emanuel Bachmaier
- Marquard Adolph Barth (1809–1885)
- Joseph Bauer (1805–1865)
- Johann Nikolaus Ludwig Beer
- Michael Berlenz (1805–1879)
- Georg Bermühler (Behrmühler)
- Peter Binder
- Johann Kaspar Borst (1812–nach 1858)
- Adolph Bernhard Boyé
- Ottmar Briegleb
- Franz Peter Buhl (1809–1862)
- Theobald Graf von Butler-Clonebough

#### C
- Adam Carl
- Christian Christoph Chelius
- Karl von Craemer

#### D
- Mathias Mattäus Dellefant
- Joseph Dietmaier (Dietmair)
- Ignaz Doppelhammer

#### E
- Karl Friedrich Wilhelm Eder
- Joseph Endres

#### F
- Franz Förg
- Georg Först (Ferst)
- Ludwig Freiherr von Freyberg-Öpfingen
- Johann Baptist Fuchs

#### G
- Wilhelm Gebhard
- Johann Glitzer
- Georg Josef Götz
- Ludwig Albert Freiherr von Gumppenberg

#### H
- Georg Jacob Haid
- Georg Hamminger
- Sebald Sebastian Heber
- Friedrich Adam Justus Graf von Hegnenberg-Dux (1810–1872)
- Franz Xaver Heidinger
- Joseph Hittner
- Philipp Graf von Hundt

#### J
- Lukas Jäger

#### K
- Johann Eberhard Käfferlein (1807–1888)
- Georg Kaltenhauser
- Ignatz Kapfhammer (1803–1879)
- Friedrich Alexander Keyl (1809–1878)
- Franz Seraph Kifinger (Kiefinger) (1802–1864)
- Franz Joseph Knoll
- Franz Koller
- Friedrich Karl Wilhelm Krafft (Kraft)
- Michael Georg Krämer

#### L
- Emanuel Graf von La Rosée
- Jakob Franz Lang (1799–1869)
- Johann Längenfelder
- Ernst von Lasaulx (1805–1861)
- Franz Ritter von Lenk
- Carl Leo
- Gustav Freiherr von Lerchenfeld (1806–1866)
- Johann Philipp Lorch
- Ludwig von Lottner (1821–1874)

#### M
- Robert Freirich Ferdinand Mahla
- Friedrich Wilhelm Mandel
- Georg Mayr (Mayer)
- Friedrich Ludwig Meyer
- Ludwig Molique
- David Morgenstern (1814–1882)
- Sebastian Mühlthaler (1807–1865)
- Adam Müller (1814–1879)
- Daniel Ernst Müller
- Hermann von Münch (1819–1883)

#### N
- Carl von Nar
- Wilhelm Gottlieb Ritter von Neuffer
- Anton Nickel
- Ferdinand Nickels (1811–1893)
- Martin Niedermaier
- Christian Nöthig
- Friedrich Adam Nützel

#### O
- Ludwig Fürst von Oettingen-Wallerstein (1791–1870)
- Karl Friedrich Ottmann

#### P
- Adolph Xaver Paur (1802–1871)
- Max Freiherr von Perfall
- Mathias Pfaff
- Maximilian Marquard Freiherr von Pfetten
- Johann Baptist Pflaum
- Ludwig Karl Freiherr von der Pfordten
- Johann Pitzweger
- Michael Ritter von Poschinger
- Eugen Napoleon Prinz

#### R
- Joseph Rabl
- Ferdinand Graf von Rambaldi
- Friedrich Wilhelm Rebenack (1791–1866)
- Franz Xaver Rechenmacher
- Joseph Johann Reichenberger
- Max Reinpold
- Ludwig Römmich (1816–1894)
- Friedrich Roth
- Anton Ruland (1809–1874)

#### S
- Peter Carl Scharpff
- Heinrich Scherf
- Jakob Schick
- Gustav von Schlör (1820–1883)
- Georg Schmaus
- Clemens Schmid
- Remigius Schmid
- Joseph Schwarzmiller
- Joseph Schweyer
- Gabriel Sedlmayr (1811–1891)
- Gottlieb Seiffert (Seiferth, Seyffert)
- Johann Anton Seitz
- Joseph Johann Karl Senestrey
- Joseph Simmerl
- Alois Stadler
- Leonhard Stadler
- Carl August Wilhelm Heinrich Hermann von Staff-Reitzenstein
- Simon Stanglmair (Stanglmeyer)
- Karl Christoph Stauber (1814–1860)
- Georg Steinheimer
- Joseph Johann Sturm

#### T
- Franz Tafel (1799–1869)
- Philipp Freiherr von Thüngen auf Zeitlofs
- Hermann Trenkle

#### U
- August Anton Urban

#### V
- Jakob Vierling
- Remigius Vogel
- Franz Joseph Völk
- Thomas Völk

#### W
- Karl Theodor Wagner
- Johann Adam Walz
- Karl Ferdinand Weinmann
- Ludwig von Weis (1813–1880)
- Georg Karl Friedrich Adolf Freiherr von Welden
- Joseph Jakob Wiedemann
- Wenzeslaus Wiedenhofer
- Max Christoph Wieninger
- Xaver Franz Wild
- Karl Heinrich Wolf
- Karl Freiherr von Wolfskeel
- Johann Baptist Wolfsteiner
- Karl Philipp Wolz

#### Z
- Johann Baptiest Zarbl
- Friedrich Zaspel
- Joseph Ziegler

## Kammer der Reichsräte

### Präsidium
- 1. Präsident: Franz Ludwig Philipp Schenk von Stauffenberg (1801–1881)
- 2. Präsident: Carl Graf von Seinsheim (1784–1864)
- 1. Sekretär: Julius Adolph Freiherr von Niethammer (1798–1882)
- 2. Sekretär: Maximilian Joseph Wilhelm Graf von Montgelas

| Inhaltsverzeichnis A B C D E F G H L M N O P Q R S T W Y Z |

#### A
- Maximilian Joseph Graf von Arco-Valley
- Peter Carl Freiherr von Aretin auf Haidenburg

#### B
- Hieronymus Johann Paul Ritter von Bayer
- Adalbert Wilhelm Prinz von Bayern (1828–1875)
- Carl Theodor Maximilian Prinz von Bayern (1795–1875)
- Ludwig Wilhelm Herzog in Bayern
- Luitpold Emanuel Herzog in Bayern
- Luitpold Prinz, später Prinzregent von Bayern (1821–1912)
- Maximilian Herzog in Bayern (1808–1888)

#### C
- Friedrich Ludwig Graf zu Castell-Castell

#### D
- Michael Ritter von Deinlein

#### E
- Eberhard Franz Graf zu Erbach-Erbach und von Wartenberg-Roth

#### F
- Georg Heinrich Arbogast Freiherr von und zu Franckenstein
- Carl August Freiherr von und zu Alt- und Neufrauenhofen
- Leopold Karl Fürst Fugger von Babenhausen
- Fidelis Ferdinand Graf von Fugger zu Glött
- Raimund Ignaz Graf von Fugger zu Kirchberg und Weißenhorn
- Philipp Karl Graff von Fugger zu Kirchheim und Hoeneck

#### G
- Friedrich Carl Graf von und zu Giech
- Maximilian Joseph Graf von Gravenreuth (1807–1874)
- Adolph Eberhard Freiherr von Gumppenberg-Pöttmes

#### H
- Adolph Gottlieb Christoph Ritter von Harleß
- Karl Friedrich Ritter von Heintz (1802–1868)
- Chlodwig Fürst zu Hohenlohe-Waldenburg-Schillingsfürst (1819–1901)

#### L
- Ernst Leopold Fürst zu Leiningen
- Carl Ludwig Freiherr von Leonrod
- Maximilian Joseph Graf von Lerchenfeld auf Köfering und Schönberg (1799–1859)
- Alfred Freiherr von Lotzbeck auf Weyhern
- Adolph Karl Fürst zu Löwenstein-Wertheim-Freudenberg
- Karl Heinrich Fürst zu Löwenstein-Wertheim-Rosenberg

#### M
- Carl Leopold Graf von Maldeghem
- Georg Ludwig Ritter von Maurer (1790–1872)
- Maximilian Joseph Wilhelm Graf von Montgelas

#### N
- Julius Adolph Freiherr von Niethammer (1798–1882)

#### O
- Otto Karl Fürst von Oettingen-Oettingen und Oettingen-Spielberg
- Georg Ritter von Oettl (1794–1866)
- Franz Karl Rudolph Graf zu Ortenburg-Tambach

#### P
- Albert Graf von Pappenheim
- Julius Johann Freiherr von Ponickau auf Osterberg
- Maximilian Joseph Franz Graf von Preysing-Lichtenegg-Moos

#### Q
- Otto Friedrich Graf von Quadt zu Wykradt und Isny (1817–1899)

#### R
- Albert Ulrich Graf von Rechberg und Rothenlöwen (1803–1885)
- Ludwig Friedrich Graf von Rechteren und Limpurg
- Heinrich Alois Graf von Reigersberg (1770–1865)

#### S
- Cajetan Peter Graf von und zu Sandizell
- Gregor Ritter von Scherr
- Erwein Hugo Graf von Schörnborn-Wiesentheid
- August Karl Graf von Seinsheim
- Carl Graf von Seinsheim
- Franz Ludwig Schenk Graf von Stauffenberg (1801–1881)

#### T
- Karl Theodor Fürst von Thurn und Taxis
- Maximilian Karl von Thurn und Taxis (1802–1871)
- Maximilian Konrad Graf von Toerring auf Seefeld
- Maximilian August Graf von Toerring-Guttenzell

#### W
- Hugo Philipp Graf Waldbott von Bassenheim (1820–1895)
- Constantin Maximilian Fürst von Waldburg zu Zeil und Trauchburg
- Leopold Maria Fürst von Waldburg zu Zeil und Wurzach
- Clemens August Graf von Waldkirch
- Carl Theodor Fürst von Wrede
- Joseph Franz Freiherr von Würtzburg

#### Y
- Eduard Johann Graf von Yrsch

#### Z
- Friedrich Carl Freiherr von Zu Rhein (1802–1870)